# 武勒河
52°27′16.5″N 13°33′53.75″E / 52.454583°N 13.5649306°E

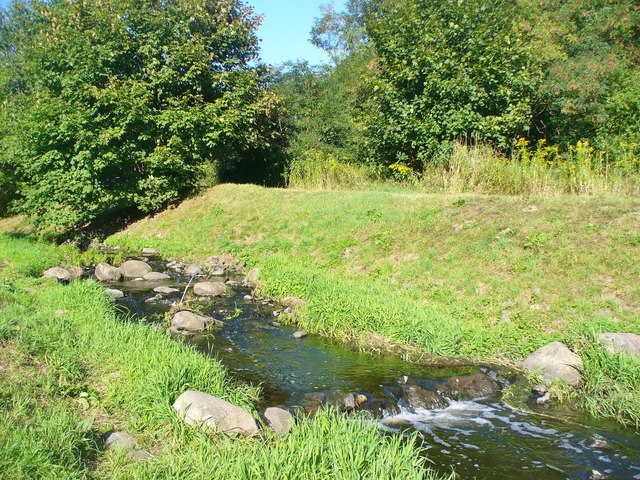
武勒河

武勒河（德語：Wuhle），是德國的河流，位於該國東北部，由勃蘭登堡州負責管轄，屬於施普雷河的右支流，河道全長16.5公里，流域面積118平方公里，發源自阿倫斯費爾德附近。